# قره‌آغاج (خنج)
قره آغاج نام یکی از روستاهای استان فارس و شهرستان خنج در ایران می‌باشد. این روستا در ۱۰ کیلومتری خنج واقع شده‌است. محصولات این روستا، غلات و خرما است.